# Mycoplasma columbinum
Mycoplasma columbinum è una specie di batterio appartenente alla famiglia delle Mycoplasmataceae.